# Jerovska vas
Jerovska vas je naselje u slovenskoj Općini Šmarje pri Jelšahu. Jerovska vas se nalazi u pokrajini Štajerskoj i statističkoj regiji Savinjskoj. 

## Stanovništvo
Prema popisu stanovništva iz 2002. godine naselje je imalo 24 stanovnika.